# Eustrotia sectirena
Eustrotia sectirena là một loài bướm đêm trong họ Noctuidae.